# 里仁村 (臺灣)
里仁村，是臺灣彰化縣社頭鄉所轄的24個村之一，位在社頭鄉西南緣。人口約1,211人，與美雅村、埤斗村、田中鎮大社里、三光里、中潭里、拒潭里、平和里相鄰。

## 村名由來
里仁村舊稱魚寮仔，因村尾有很多池塘，早期 
農民為看管魚池，在池塘建造草寮或木屋，草寮俗 
名寮仔，因而得名。 後來劃分行政區域更名為里仁
有仁厚風氣好地方之意義

## 交通

### 公路
縣道
- 縣道141號

鄉道
- 彰67線